# Grätzer József
Grätzer József (Csanád (Érsekcsanád), 1897. február 15. – Sopron, 1945. március 18. vagy 25.), a „rejtvénykirály”, rejtvényszerző, Karinthy Frigyes titkára. Ma elsősorban a Sicc – Szórakoztató időtöltések, cseles csalafintaságok című könyv szerzőjeként ismert.

## Élete
Sokgyermekes családban született, édesapja Grätzer Mór, édesanyja Schwartz Netti. Végigharcolta az első világháborút. Az 1920-as években Karinthy Frigyes titkáraként tevékenykedett, majd 1929-ben mérnöki diplomát szerzett. 1926-tól a Színházi Élet rejtvényoldalának szerkesztője volt, amelyből hamarosan vegyes műfajú rejtvényrovatot hozott létre. Rövidesen annyira népszerű rejtvénykészítő lett, hogy több mint 150 újság vette át a rejtvényeit, és őt magát rejtvénykirályként kezdték emlegetni. 1935-ben szabadalmat is kapott Keresztrejtvény-ábra sokszorosító ipar céljaira, hozzávaló klisé vagy szedés és a keresztrejtvény-ábra nyomtatásához való nyomdatechnikai elemek címmel. Az 1930-as években több kötetet is kiadott, köztük a máig igen népszerű, számos kiadást megért Siccet is. 1934. június 14-én Budapesten házasságot kötött a 15 évvel fiatalabb Herzog Mária Eleonóra Ágotával (1912–1942), Herzog Miksa és Neumann Vilma lányával. 1939-ben elváltak.
Érdekesség, hogy eleinte nem minden újság fizetett rejtvényeinek közléséért, egészen addig, amíg el nem rejtette egy keresztrejtvényben a „Grätzertől lopva” szöveget, amely meg is jelent az egyik lapban. Ezután mindig megkapta a neki járó pénzt.
1944 tavaszán munkaszolgálatra hurcolták, ahol 1945 márciusában a soproni Steiner téglagyárban kiütéses tífuszban halt meg.
Fia Grätzer György matematikus.

## Kapcsolata Karinthyval
Karinthy Frigyes titkáraként elsősorban a család pénzügyeinek rendbehozatalával volt elfoglalva. Amikor azonban tartós megoldásként a túlköltekezés megszüntetését javasolta munkaadójának, az író felesége, Böhm Aranka elérte, hogy Karinthy elbocsássa a titkárt. Az eseményekről másként és feltehetően kiszínezve emlékezik meg Karinthy Ferenc A titkár című novellájában (itt Politzer néven említi őt) és Karinthy Márton az Ördöggörcsben.
Grätzer közreműködött Karinthy könyveinek kiadásában is. Feltehető, hogy több kötetét ő állította össze. Nevéhez fűződik az 1928-as tízkötetes Karinthy-összkiadás is.
Karinthy a titkári munkaviszony megszűnése után is jó kapcsolatban maradt Grätzerrel. Első könyvéhez ő írta az előszót, és később is recenzálta könyveit.

## Művei
- Fejtorna, 1932
- Hókusz, 1933
- Rébusz, 1935
- Sicc – Szórakoztató időtöltések, cseles csalafintaságok, 1935